# Ángel Mata Ajuria
Ángel Mata Ajuria (Palència, 11 d'agost de 1972), és un exfutbolista castellanolleonès, que ocupava la posició de migcampista.

## Trajectòria
Debuta a primera divisió a la campanya 90/91, en la qual disputa un encontre amb el Reial Valladolid. Posteriorment, durant la dècada dels 90, militaria en diversos conjunts de la Segona Divisió. La temporada 92/93 torna a aparèixer amb l'equip val·lisoletà, tot aconseguint l'ascens de nou a la màxima categoria. Entre 1994 i 1996 recala al Marbella i la temporada 97/98 disputa 19 partits amb el CD Numancia.